# Sorriso Maroto

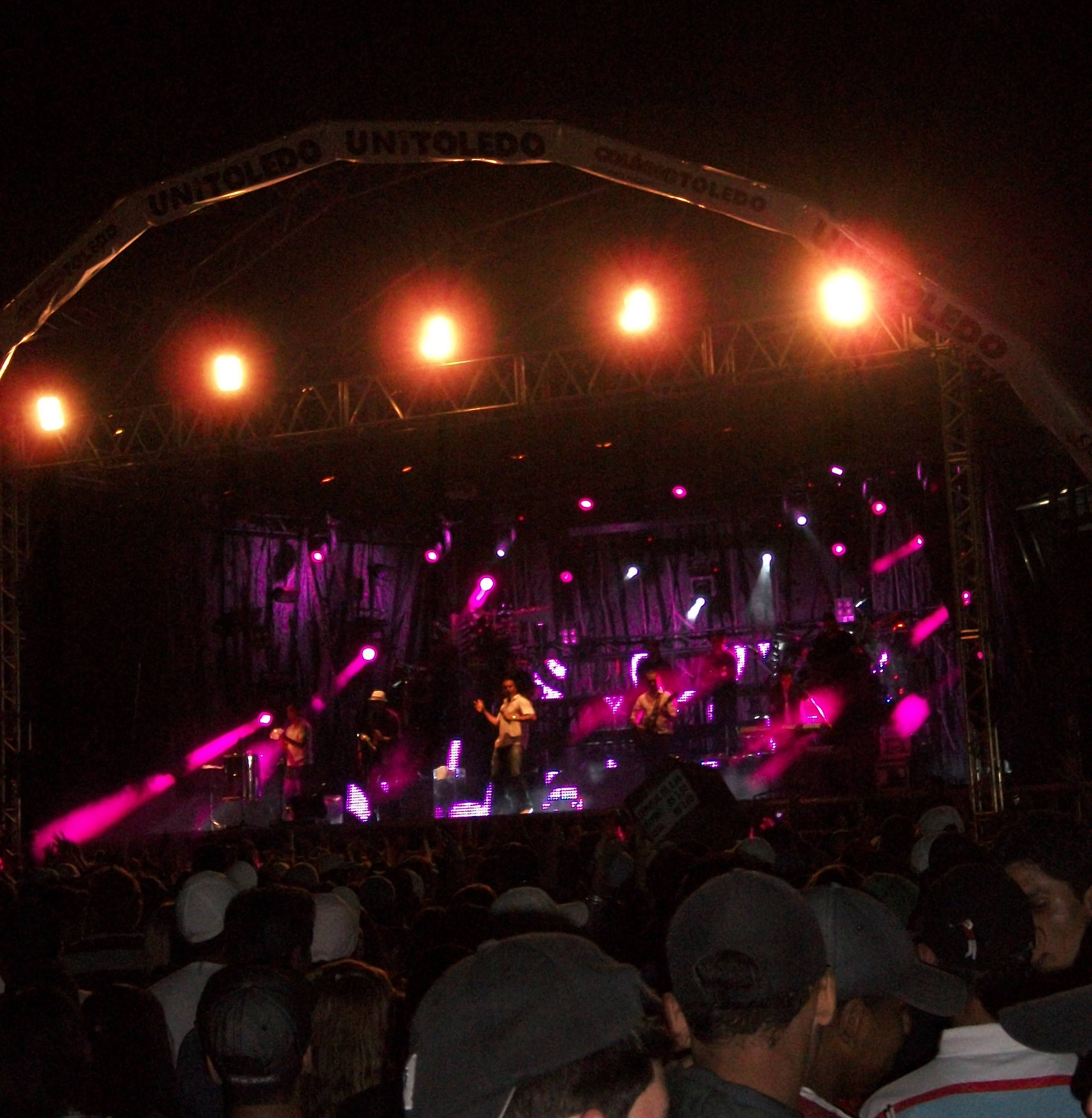
Sorriso Maroto auf einem Livekonzert der Exposição Agropecuária in Araçatuba

Sorriso Maroto ist eine Pagode-Band aus Rio de Janeiro.

## Werdegang
Die Band wurde 1997 in Grajaú, einem Viertel im Norden von Rio de Janeiro gegründet. Gründer war der Sänger und Pandeirospieler Cris, welcher die Hobbymusiker zu einer professionellen Band machte. Sorriso Maroto spielte auf Musikveranstaltungen zusammen mit Zeca Pagodinho und Beth Carvalho.
2002 hatte die Gruppe mit ihrer ersten CD „Sorriso Maroto“ einen großen Erfolg und wurde zur meistgespielten Pagode-Gruppe Brasiliens. Die zweite CD Por Você 2003 beinhaltete mehr Lieder der Stilrichtung Samba Romântico. Vom Album Sinais wurden 70.000 CDs und 50.000 DVDs verkauft. Sorriso Maroto gewann zahlreiche Preise, unter anderem den Prêmio Multishow de Música Brasileira 2010. Dabei sangen sie den Titel E Agora Nós? zusammen mit Ivete Sangalo. Am 7. August 2010 veranstalteten sie an der Praça Rio Branco in Recife/Pernambuco ein Konzert vor einer Million Menschen.
Zu ihren größten Erfolgen gehören Songs wie É Diferente, Preciso Viver, Eu Vacilei, Ainda Existe Amor Em Nós, E Agora Nós?, Amanhã, Me Espera, Ainda Gosto de Você, Adivinha O Quê? und Por Você.

## Gründungsbesetzung
- Bruno (Gesang)
- Sérgio (Gitarre)
- Fred (Surdo)
- Cris (Pandeiro)
- Vinícius (Teclado[6])

## Diskografie

### Alben
- 2002: Sorriso Maroto
- 2003: Por Você
- 2005: Por Você: Ao Vivo
- 2006: É Diferente
- 2007: É Diferente: Ao Vivo
- 2009: 100% Sorriso Maroto
- 2009: Sinais
- 2010: Ao Vivo em Recife (BR: Gold)[7]
- 2010: Ao Cubo, Ao Vivo, Em Cores (BR: Platin)
- 2023: Sorriso eu gosto no pagode (BR: Diamant)
- 2024: Sorriso as Antigas (BR: Platin)

### Singles
- 2018: O Impossível (BR: ×2Doppelplatin )
- 2019: Teoria e Prática (BR: Gold)
- 2019: Ruínas (BR: Gold)
- 2019: Me Arrependi (BR: Platin)
- 2019: Escondido dos seus Pais (BR: Platin)
- 2019: Reprise (BR: ×2Doppelplatin )
- 2019: 50 Vezes (BR: Diamant)

### Gastbeiträge
- 2019: Nas Nuvens / Quando a Gente Ama / Me Espera (Dilsinho feat. Sorriso Maroto, BR: Gold)

### Videoalben
- Ao Vivo em Recife (2010, BR: Gold)